# Halve marathon van Monster
De halve marathon van Monster is een hardloopwedstrijd van 21,1 km, die sinds 1973 jaarlijks in de maand november wordt gehouden in Monster. Johan Kijne won de halve marathon bij de mannen viermaal (in 1975, 1976, 1977 en 1979). Bij de vrouwen presteerde Carla Ophorst het om zesmaal te winnen. Haar overwinningen spreiden zich uit over een periode van niet minder dan 26 jaar (1993, 1998, 2000, 2016, 2018 en 2019).
Naast de hoofdafstand van 21,1 km zijn er ook wedstrijden over 11,3 km en 6,9 km en twee jeugdlopen over 1000 m en 500 m. Vanaf 2011 zijn de middellange afstanden aangepast naar respectievelijk 10,0 km en 5,7 km.

## Parcoursrecords
- Mannen: 1:06.32 - Eric Lacroix  Frankrijk (1991)
- Vrouwen: 1:17.12 - Pauline Wangui  Kenia (2005)

## Uitslagen
| Jaar             | Snelste man              | Land         | Tijd    | Snelste vrouw               | Land                | Tijd    |
| ---------------- | ------------------------ | ------------ | ------- | --------------------------- | ------------------- | ------- |
| 18 november 2023 | Arne Agten               | Nederland    | 1:13:57 | Marlies Jongerius           | Nederland           | 1:22:54 |
| 19 november 2022 | Carsten Kok              | Nederland    | 1:14:05 | Marlies Jongerius           | Nederland           | 1:28:11 |
| 20 november 2021 | Dominic Bersee           | Nederland    | 1:20:35 | Fanos Tekle                 | Nederland           | 1:27:22 |
| 21 november 2020 | Niet gelopen             |              |         | Niet gelopen                |                     |         |
| 23 november 2019 | Edwin Sparreboom         | Nederland    | 1:16.55 | Carla Ophorst               | Nederland           | 1:33.56 |
| 17 november 2018 | René de Lange            | Nederland    | 1:17.51 | Carla Ophorst               | Nederland           | 1:30.00 |
| 18 november 2017 | Issak Berhane            | Nederland    | 1:24.05 | Monique Leentvaar           | Nederland           | 1:39.15 |
| 19 november 2016 | Michael Gebrehiwet       | Eritrea      | 1:21.58 | Carla Ophorst               | Nederland           | 1:33.33 |
| 31 oktober 2015  | Jay Sauer                | Nederland    | 1:20.58 | Marieke Bourquin-Boekestijn | Nederland           | 1:30.48 |
| 25 oktober 2014  | Robbert Willemse         | Nederland    | 1:19.20 | Marieke Bourquin-Boekestijn | Nederland           | 1:33.20 |
| 26 oktober 2013  | Robbert Willemse         | Nederland    | 1:20.07 | Francis Schinkel            | Nederland           | 1:35.54 |
| 27 oktober 2012  | Mike Barsaiyan           | Burkina Faso | 1:16.28 | Monique Leenders            | Nederland           | 1:38.43 |
| 5 november 2011  | Mike Barsaiyan           | Burkina Faso | 1:12.21 | Marieke Bourquin            | Nederland           | 1:30.03 |
| 6 november 2010  | Noureddine Htaibi        | Marokko      | 1:10.09 | Monique Lintvaer            | Nederland           | 1:42.04 |
| 14 november 2009 | David Kipngetich         | Kenia        | 1:15.18 | Francis Schinkel            | Nederland           | 1:33.39 |
| 10 november 2007 | Saiid Ribag              | Marokko      | 54.55   | Monique Lintvaer            | Nederland           | 1:09.57 |
| 11 november 2006 | Neals Strik              | Nederland    | 1:14.25 | Helmie Ramakers             | Nederland           | 1:31.31 |
| 12 november 2005 | David Kipngetich         | Kenia        | 1:08.31 | Pauline Wangui              | Kenia               | 1:17.12 |
| 13 november 2004 | Khalid El Boumlili       | Marokko      | 1:06.47 | Elvira Korir                | Kenia               | 1:18.47 |
| 8 november 2003  | David Koech              | Kenia        | 1:09.15 | Elvira Korir                | Kenia               | 1:21.27 |
| 9 november 2002  | Simon Kiilu              | Kenia        | 1:08.46 | Barbara Kamp                | Nederland           | 1:23.06 |
| 10 november 2001 | Francis Kibiwott Larabal | Kenia        | 1:08.34 | Barbara Kamp                | Nederland           | 1:22.49 |
| 11 november 2000 | Dmitriy Ryzhukin         | Rusland      | 1:12.25 | Carla Ophorst               | Nederland           | 1:29.02 |
| 13 november 1999 | Marc van der Hoeven      | België       | 1:08.16 | Anne van Schuppen           | Nederland           | 1:18.16 |
| 14 november 1998 | Oleg Otmakov             | Rusland      | 1:06.58 | Carla Ophorst               | Nederland           | 1:25.24 |
| 8 november 1997  | Julius Gidabuday         | Tanzania     | 1:13.09 | Ineke Vis                   | Nederland           | 1:25.17 |
| 9 november 1996  | Warren Petterson         | Zuid-Afrika  | 1:10.45 | Sandra McLeish              | Verenigd Koninkrijk | 1:27.58 |
| 11 november 1995 | Warren Petterson         | Zuid-Afrika  | 1:08.11 | Mieke Pullen                | Nederland           | 1:19.20 |
| 12 november 1994 | Michel de Maat           | Nederland    | 1:08.46 | Toke Zwinkels               | Nederland           | 1:31.33 |
| 13 november 1993 | Eric Lacroix             | Frankrijk    | 1:12.45 | Carla Ophorst               | Nederland           | 1:27.16 |
| 14 november 1992 | Eric Lacroix             | Frankrijk    | 1:09.38 | Joke Keuning                | Nederland           | 1:28.56 |
| 9 november 1991  | Eric Lacroix             | Frankrijk    | 1:06.32 | Pia Romijn                  | Nederland           | 1:28.44 |
| 10 november 1990 | Paul Overbeek            | Nederland    | 1:10.39 | Edine Cavelier              |                     | 1:25.52 |
| 11 november 1989 | Wil Sparreboom           | Nederland    | 1:12.03 | Esther Schilt               | Nederland           | 1:30.06 |
| 12 november 1988 | Peter van Marrewijk      | Nederland    | 1:10.38 | Gretha van der Graaf        | Nederland           | 1:30.51 |
| 14 november 1987 | Jacques Valentin         | Nederland    | 1:11.20 | Gretha van der Graaf        | Nederland           | 1:30.31 |
| 8 november 1986  | Peter van Marrewijk      | Nederland    | 1:10.46 | Diny van der Plas           | Nederland           | 1:33.19 |
| 9 november 1985  | Peter van Marrewijk      | Nederland    | 1:18.39 | Marja de Heer               | Nederland           | 1:27.04 |
| 10 november 1984 | Rob Strik                | Nederland    | 1:11.51 | Diny van der Plas           | Nederland           | 1:37.05 |
| 12 november 1983 | Dick van Santen          | Nederland    | 1:10.59 | Elly Smit-Paalvast          | Nederland           | 1:38.52 |
| 13 november 1982 | Kees Langelaan           | Nederland    | 1:11.59 | Marian Hoogerhoud           | Nederland           | 1:32.14 |
| 14 november 1981 | Cor Vriend               | Nederland    | 1:08.23 | Karin de Nijs               | Nederland           | 1:26.11 |
| 29 november 1980 | Jacques Valentin         | Nederland    | 1:20.20 | Geen vrouw                  |                     |         |
| 11 november 1979 | Johan Kijne              | Nederland    | 1:12.45 | Marian Hoogerhoud           | Nederland           | 1:37.24 |
| 4 november 1978  | Onbekend                 |              |         | Geen vrouw                  |                     |         |
| 5 november 1977  | Johan Kijne              | Nederland    | 1:11.27 | Geen vrouw                  |                     |         |
| 30 oktober 1976  | Johan Kijne              | Nederland    | 1:15.17 | Geen vrouw                  |                     |         |
| 8 november 1975  | Johan Kijne              | Nederland    | 1:13.30 | Geen vrouw                  |                     |         |

Amersfoort ·
Amsterdam ·
Breda ·
Den Haag ·
Den Helder ·
Dordrecht ·
Drunen ·
Eindhoven ·
Egmond aan Zee ·
Enschede ·
Etten-Leur ·
Haarlem ·
Haarlemmermeer ·
Hoorn ·
Leeuwarden ·
Leiden ·
Linschoten ·
Monster ·
Nijmegen ·
Pijnacker ·
Schoorl ·
Spijkenisse ·
Terschelling ·
Texel ·
Utrecht ·
Venlo ·
Zandvoort ·
Zwolle